# Jacques Loizeau
Jacques Loizeau, né le 12 octobre 1905 à Pons (Charente-Inférieure) et mort pour la France le 8 novembre 1942 à Casablanca (Maroc), était un officier de marine français.